# الخف (ذي ناعم)

تعديل مصدري - تعديل

الخف هي إحدى قرى عزلة الحيكل بمديرية ذي ناعم التابعة لمحافظة البيضاء، بلغ تعداد سكانها 2232 نسمة حسب تعداد اليمن لعام 2004.